# Горене
Горене или изгаряне е окислително-редукционен процес, при който се излъчва енергия под формата на топлина и светлина. Горенето също е екзотермична реакция.
Като цяло под понятието горене се разбира окисление на даден материал с кислород под формата на огън и представлява най-активната форма на окисление. В химията съществуват реакции под името горене, които се осъществяват без кислород. Такава е реакцията за получаване на флуороводород от флуор и водород. При тази реакция флуорът замества кислорода като окислител.
Отделяне на топлина може да доведе до производството на светлина под формата на тлеене или пламък. Горивата често включват органични съединения (особено въглеводород) в газовата, течната или твърдата фаза.
Горенето е първият химически процес, овладян от човека. Овладяването на огъня изиграва ключова роля в развитието на човешката цивилизация. Огънят открива пред хората възможността за топлинна обработка на храна и отопление на жилищата, а впоследствие – развитието на металургията, енергетиката и създаването на нови, по-съвременни инструменти и технологии. Контролът на горивните процеси е в основата на създаването на двигатели за автомобили, самолети, кораби и ракети.
Горенето все още е основният източник на енергия в света и ще остане такова в близко бъдеще. През 2010 г. приблизително 90 % от цялата енергия, произведена от човечеството на Земята, е извлечена чрез изгаряне на изкопаеми горива или биогорива, и според прогнозите на Управлението за енергийни изследвания и разработки (САЩ), този дял няма да падне под 80 % до 2040 г. с едновременно увеличаване на потреблението на енергия с 56 % между 2010 г. и 2040 г. С това са свързани такива глобални проблеми на съвременната цивилизация, като изчерпването на невъзобновяемите енергийни ресурси, замърсяването на околната среда и глобалното затопляне.

## Понятия и класификация

### Химия
В химията се различават няколко вида горене:
- горене под формата на пламък на запалими, летливи материали. Горене на твърди вещества чрез пламъци, които се образуват от продукти получени чрез пиролиза.
- горене под формата на жар протича без образуването на пламък. При него възникват топлинно излъчване и излъчване на светлина в инфрачервената област.
- при непълно изгаряне (когато не се осъществят всички възможни връзки с окислителя) възникват запалими газове (въглероден оксид, водород, метан) или твърд въглерод[3]. Към този процес спада непълното горене на въглерод до въглероден оксид и производството на кокс и въглища за барбекю.

### Физика
Горене, при което определени смеси реагират с огромно увеличаване на обема и висока скорост на разпространение на пламъка се дефинират като експлозии. Предвид на скоростта на горене и разпространение те се делят на:
- детонация;
- дефлаграция.

Терминът „горене“ в астрофизиката и космологията е възприет от химията – прието е да се говори за „горене на хелия“ или „изгаряне на хелия“, когато при синтезирането на по-тежки ядра в звездите участват хелиеви ядра. Тоест, в ядрената физика, космологията и ядрената физика под горене се разбира отделяне на многократно повече енергия.

### Пространство
Относно пространството, което заема горенето се различават:
- повърхностно горене на граничните повърхнини на окисляващото средство във фронта на пламъка например свещ;
- обемно горене след предварително смесване в газообразна или парообразна смес например реактивен двигател.

### Контролиран и неконтролиран огън
Процесът на горене може да бъде контролиран например в една печка, парен котел или лагерен огън. Горенето се осъществява като неконтролиран процес като например при пожар.

## Процес
При горенето дадена субстанция (горивен материал) химически реагира с кислород или друг газ. Горивният материал може да бъде твърд (дърво, въглища), течен (бензин, етанол), втечняващ се (восък) или газообразен (метан, пропан-бутан).

## Галерия
- Освобождаване на голямо количество енергия при изгаряне на етанол
- Пламък в горелка на Бунзен: 1 – подаването на въздух е затворено; 2 – подаването на въздух от дъното е почти блокирано; 3 – сместа е близка до стехиометрична; 4 – максимален въздушен поток
- Жълтият цвят на пламъка на газова горелка при добавяне на следи от натрий към него (тънка жичка от сол) се причинява от излъчването на двойна D-линия от натрия с дължини на вълните 589 и 589,6 nm
- Ламинарен пламък на газова запалка